# Râul Allier
Allier (în occitană Alèir) este un râu în centrul Franței, afluent al fluviului Loara.